# 罪の女
罪の女（つみのおんな）は新約聖書のルカによる福音書に登場し、イエスによって多くの罪を許される女性。「罪の女」という言葉は日本語で定着した言葉ではないが、口語訳聖書（1954年）のルカによる福音書<7章37節>に「罪のある女」または「罪深い女」の意味で使われている。

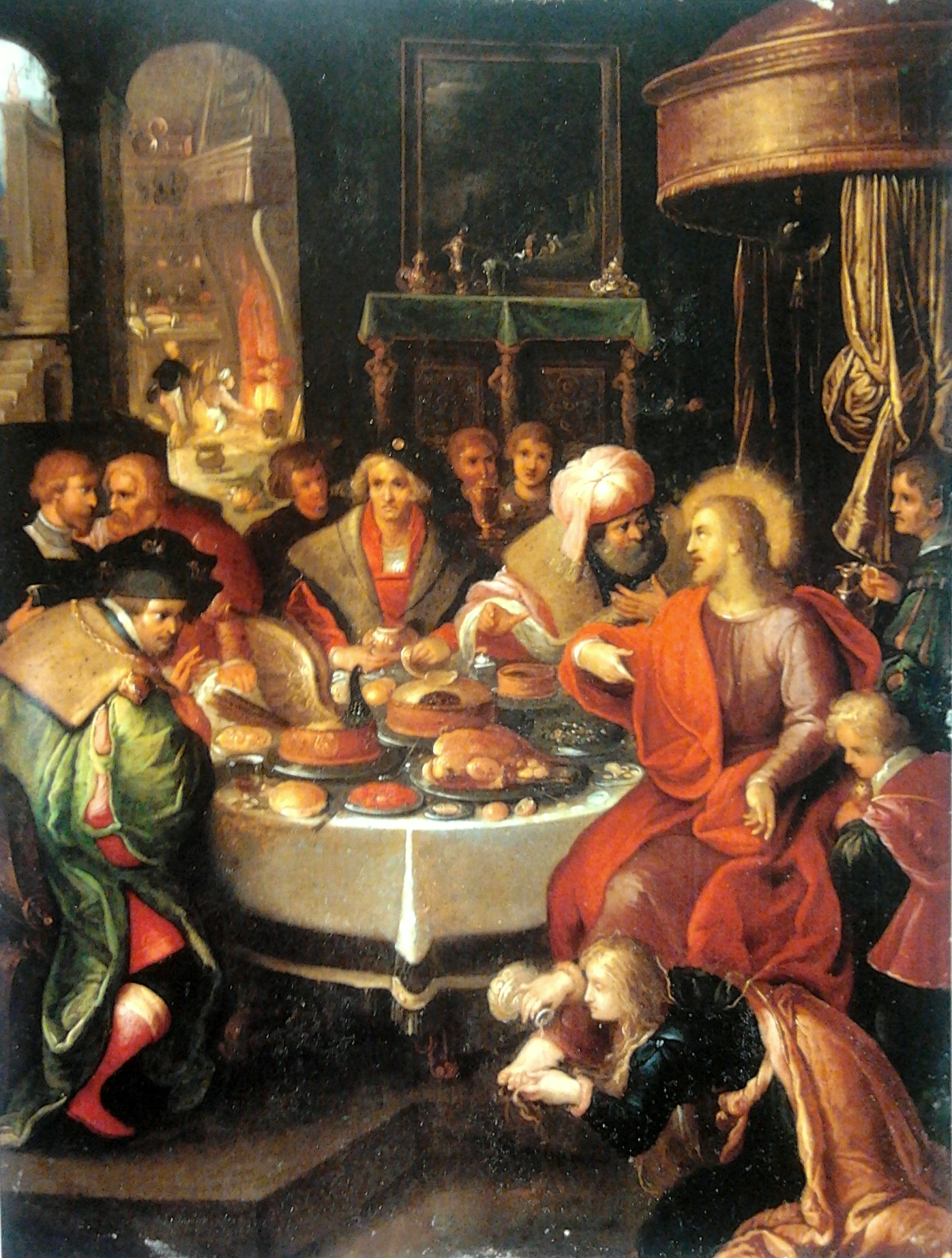
シモンの家での食事
フランス・フランケン2世作（17世紀）

口語訳聖書の「するとそのとき、その町で罪の女であったものが、」の部分は文語訳聖書（1917年）では「視よ、この町に罪ある一人の女あり。」と訳されている。また新共同訳聖書（1987年）では「この町に一人の罪深い女がいた。」と訳されている。新改訳聖書（1970年）も新共同訳聖書と同様に「すると、その町にひとりの罪深い女がいて、」と訳されている。

### 聖書本文

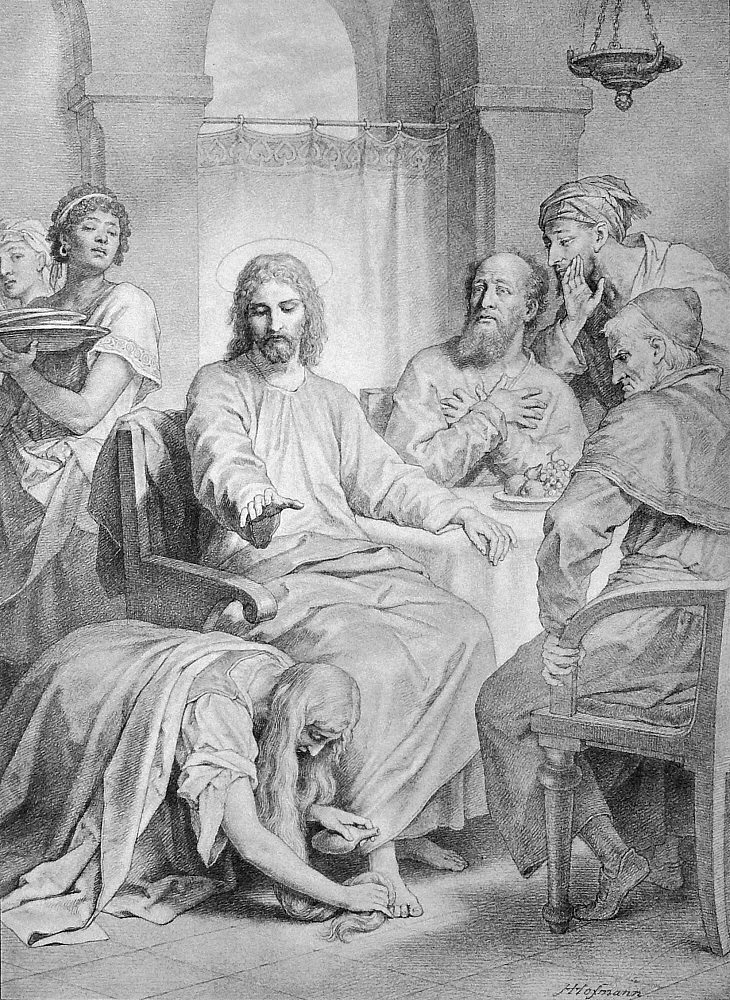
あなたの罪は赦された
Heinrich Hofmann Georg Hahn（1893年）

## 罪深い女とイエスのたとえ話

### 概要
ガリラヤ地方のある町で、イエスはファリサイ派のシモンの求めに応じ、彼の家で食事の席についていた。そこに、この町のひとりの罪深い女が香油の入った器を持って現れ、泣きながら、うしろからイエスの足もとに近寄り、イエスの足をたくさんの涙で濡らし、自分の髪の毛でぬぐい、イエスの足にせっぷんをして香油をぬった。
それを見たシモンは「この人がもし預言者なら、自分に触れている女が罪深い女だとわかるはずだ」と思った。それを読み取ったイエスは「二人の負債者のたとえ」をシモンに語る。この女は多くの罪をゆるされたから、その罪を赦した私を多く愛するのだと教え諭した。そして女に「あなたの罪は赦された」、「あなたの信仰があなたを救った。安心して行きなさい」と言われた。同席していた人々は「罪まで赦すこの人は、いったい何者だろう」と考え始めた。

### 解説
<36節>に『あるパリサイ人がイエスに、食事を共にしたいと申し出たので、そのパリサイ人の家にはいって食卓に着かれた。』とある。多くのファリサイ派の人がイエスに対して敵対的であったのに対し、このシモンはイエスに関心を持ち、イエスから何かを学ぼうとする姿勢があったことが読み取れる。イエスもまたシモンに対して、やや好意的で大事なことを学び取らせようとする姿勢が感じられる。
<41節>から<43節>まではファリサイ派のシモンを教え諭すためにイエスが語った「二人の負債者のたとえ」による質問と回答となっている。このたとえは非常に分かりやすいたとえとなっている。イエスは「罪深い女」に対して嫌悪感を隠さないシモンにたとえ話を語り質問する。「金貸しから五百デナリを借りていた人と五十デナリを借りていた人が、二人とも金を返せなくて困っていた。その金貸しは二人とも借金の返済をゆるしてやった。二人のうちのどちらがこの金貸しを多く愛するだろうか？」というイエスの問いにシモンは「多くの額をゆるしてもらったほうだと思います」と答えた。イエスはシモンに言う。「そのとおりだ」、「あなたは私に足を洗う水をくれなかったが、この女は涙で私の足を濡らして洗ってくれた。あなたは私にあいさつの接吻をしなかったが、この人は私が来てから私の足に接吻をしてやまなかった。あなたは私の頭に香油を塗ってくれなかったが、この人は私の足に香油を塗ってくれた。」この女をよく見なさい。かつて「罪深い女」であったこの女は罪を赦されて、もう罪で汚れた女ではなくなっている。そして、多くの罪を犯したこの女は、わたしに多くの罪を赦されたことで、多くの愛と感謝をこめてわたしの足を涙で洗っているのだと教え諭している。
女は周囲の人が自分を軽蔑していることを知りながらも、まわりに目もくれず、とめどなくあふれる涙でイエスの足をぬらし、一心不乱に自分の髪でふき取り、香油を塗っている。イエスを大切に思い、イエスを愛する心に集中しているのである。この様子から彼女の悔悛の情が並々ならないものであったことがわかる。その心のうちのすべてをイエスは読み取っている。そして、イエスはそのことを喜びをもってファリサイ派シモンに語り、シモンに欠けているものは何か、それはメシアであるイエスに対する愛であり、「罪深い女」に対する理解であり、罪と赦しに対する理解であることを教え諭そうとしている。
たとえの中の五十デナリを借りていた人は家の主人であるシモンを表し、五百デナリを借りていた人はイエスの足元にいる罪深い女を表している。また、借金は人が犯す罪を意味しており、たとえの中の金貸しはイエス自身を指している。
口語訳新約聖書<7章47節>で「この女は多く愛したから、その多くの罪はゆるされているのである。」と訳されている。しかし、フランシスコ会訳新約聖書（1984年）では「彼女の多くの罪がゆるされたのは、彼女が多くの愛を示したことでわかる。」と訳されている。この部分について、フランシスコ会訳新約聖書は次のように注釈している。
〜本節は一般に「この女は多く愛したから、その多くの罪はゆるされている」とか、「この人の罪、その多くはゆるされた、多く愛したのだから」と訳されている。これによると、罪の女は愛を示したがゆえにゆるされたことになる。しかし、本訳のように、ゆるしが愛の原因であるとするほうが、たとえ話とその結論<47節>とが一致する。すなわち、罪の女はイエズスに愛を示す以前に、教えを聞き、罪を痛悔し、罪のゆるしを受けていた。これが愛と感謝の行為となって現れた、とするほうが、話全体からより適切な解釈と言えよう。〜
この注釈から「罪深い女」はこの場面に登場する前にイエスによって多くの罪をゆるされており、そのことからイエスに対する愛と感謝の行為が生まれたことがわかる。
新共同訳新約聖書（1987年）でも、フランシスコ会訳新約聖書と同様に「この人が多くの罪を赦されたことは、わたしに示した愛の大きさで分かる」と訳されている。

## 香油にまつわる他の二人の女性

### ベタニアのマリア
よく似たエピソードは他にも福音書に登場する。
ベタニアの無名の女性がイエスの頭に香油を注いだ 。
あるいはベタニアのマリアがイエスの足に香油を注ぎ、イエスの足を自らの髪で拭った。
イエスに香油を塗る行為は、イエスがキリスト（メシア＝油を注がれし者）として祝福されること、あるいは近く来たるべき喪葬を暗示している。
イエス自身が「この人はできるかぎりのことをした。つまり、前もってわたしの体に香油を注ぎ、埋葬の準備をしてくれた。はっきり言っておく。世界中どこでも、福音が宣べ伝えられる所では、この人のしたことも記念として語り伝えられるだろう。」<マルコ14:8>とベタニアのマリアの行いを賞賛している。　　<マタイ 26:6、マルコ 14:3、ヨハネ 12:1>

### マグダラのマリア
安息日の前日に十字架上で亡くなったイエスの遺体を、アリマタヤのヨセフが引き取り、亜麻布でくるみ墓の中に納めた。マグダラのマリアがその場所を確認した上で、イエスの喪葬の目的で安息日が明ける、週の初めの早朝にマグダラのマリア、ヤコブとヨセの母マリアとサロメの三人あるいは四人が香料と油を用意して墓に行った。　　<マルコ 16:1、ルカ 24:1>

### 混同と回復
香油にまつわるこれら3人の人物を、591年、グレゴリウス1世は同一人物とした。「罪深い女」とマグダラのマリアを同一視するもうひとつの理由は、彼女が「七つの悪霊を追い出していただいた」と紹介されていることにもよる。この「七つの悪霊」を、グレゴリウス1世は七つの大罪に当てはめた。
このため、マグダラのマリアはベタニアのマリアと、また「罪深い女」と同一視され、「罪の女」の異名を受けることとなった。悔悛した罪人（つみびと）の代表であるばかりでなく、女性の、とくに性的不品行に結びつけられ、娼婦をも意味することがあった。正教会にはこのような同一視は存在しない。
マグダラのマリアは更生した娼婦の守護聖人となり、13世紀には娼婦や性的なトラブルに遭った女性の保護あるいは更生施設として、聖女マグダラのマリアの名を冠した修道院がヨーロッパ各地に設立される。「magdalene」と小文字で書く聖女の名は、こうした更生した娼婦を意味することともなった。
映画にもなった『マグダレンの祈り』は、アイルランドに最近まで存続していた聖メアリー・マグダレン修道院を舞台とする。
カトリック教会では、1969年、パウロ6世の下で見直された「ミサの朗読配分」において、聖女マグダラのマリアの日に読むべき聖書の一節を、これまでのルカによる「罪深い女」の節から、ヨハネによる福音書を用いて、マグダラのマリアが復活したイエスと出会う場面に変更した。わずかながら聖女の名誉回復の一歩となった。
「罪深い女」、ベタニアのマリア、マグダラのマリアを同一人物としたのは、もともとカトリックに特有の伝承であったので、現在、これらを同一人物とする教派はほとんど無いことになるが、長年の伝統は欧米に、また日本にも、根強く残っている。
2006年3月に米国カトリック司教会議(USCCB)が開設したウェブサイトJESUS DECODEDによれば、マグダラのマリアは、上記「罪深い女」やベタニアのマリアとは別人の、イエス・キリストの「特筆すべき弟子の一人」(a prominent disciple)としている。
いっぽうCatholic Encyclopediaは、これらを同一人物とする論を掲げている。
フランシスコ会訳注『新約聖書』ではマルコ(14:3)の「ベタニアで香油を注がれる」の節に対する注釈で『この女はラザロの姉妹マリア（ヨハネ12.1～3参照）。このとおりの記事はルカ福音書にはないが、これに似たような記事がある。すなわち、罪の女が痛悔と愛の心からイエズスの足を涙で洗って香油を注いだことが、書き記されている(7.36～50)。そしてこの事の起こった家の主人の名前は、ルカ福音書も本書と同じく「シモン」となっている。しかし、いろいろな理由からこの類似した二つの記事は同一の出来事に関するものではないであろう。』と注釈しており、注釈者たちが三人の女性はそれぞれ別人であると解釈している事が容易に読み取れる。

## 姦通の女
ヨハネによる福音書第8章2節-11節に次のような記述がある。

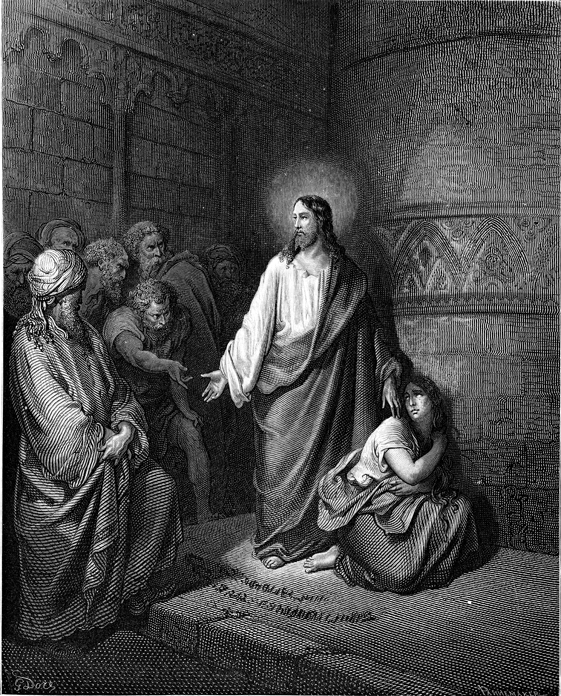
イエスと姦通の女
ギュスターヴ・ドレ（19世紀）

イエスを試すために、律法学者たちやファリサイ派の人々が、「姦通の現場で捕らえられた女」を連れて来た。律法では石打ちの死刑に値する。イエスは「あなたたちの中で罪を犯したことのない者が、まず、この女に石を投げなさい。」と言った。これを聞いた者は全員、自分が罪を犯したことがあると知っているので、誰も女に石を投げることができず引き下がった。また、イエスも女の罪を許した。
罪を犯しながらイエスに許されるこの女もまた、マグダラのマリアに重ねられることも多い。
キリストを描いた映画には好んでこの逸話が挿入される。たとえば『偉大な生涯の物語』（1965年）は、これをマグダラのマリアを紹介するシーンとして使っている。このため、この女性こそマグダラのマリアであると誤解する人が多いが、これが教義として教えられてきたわけではない。
「姦通」の語は新共同訳による。
また、キリストを題材とした絵画でこのシーンを描いたものも多い。ハン・ファン・メーヘレンによる「キリストと悔恨の女」もこのシーンを題材としたものである。